# Juniperus arizonica
Juniperus arizonica ist eine Pflanzenart aus der Familie der Zypressengewächse (Cupressaceae). Sie ist im Norden Mexikos sowie im Süden der USA heimisch.

## Beschreibung
Juniperus arizonica wächst als großer immergrüner Strauch oder kleiner Baum der Wuchshöhen von 3 bis 8 Meter erreichen kann. Der Stamm verzweigt sich meist rund einem Meter über dem Boden. Die dünne Borke ist braun gefärbt und blättert in länglichen Streifen ab während die schuppige Zweigrinde aschgrau ist. Bei Sträuchern gehen die Äste aufsteigend und bei Bäumen eher gerade vom Stamm ab. Sie bilden eine abgeflacht kugelige oder unregelmäßige Krone aus. Die Art kann nach Waldbränden oder nachdem die Pflanze gefällt wurde erneut aus dem Baumstumpf auswachsen.
Die schuppenartigen, mit Drüsen versehenen Nadeln sind an den Rändern gesägt. Die Nadeloberseite ist weißlich-blaugrün gefärbt.
Juniperus arizonica ist zweihäusig-getrenntgeschlechtig (diözisch), und die Samen reifen vom späten Herbst bis in den frühen Winter. Die beerenförmigen und saftigen Zapfen sind bei einer Dicke von 6 bis 7 Millimetern kugelig bis eiförmig geformt. Zur Reife hin sind sie rötlich gefärbt und weisen eine weißblaue bis blaugrüne Tönung sowie gelborange, orange oder dunkelrote Musterungen auf. Jeder der Zapfen trägt ein bis zwei, 4 bis 5 Millimeter lange Samenkörner.

## Verbreitung und Standort
Das natürliche Verbreitungsgebiet von Juniperus arizonica liegt in Mexiko sowie in den USA. In Mexiko umfasst es dabei den Nordosten des Bundesstaates Sonora. In den USA findet man die Art südlich des Mogollon Rims in Arizona sowie in Südwest-New Mexico und West-Texas.
Juniperus arizonica gedeiht in Höhenlagen von 980 bis 2200 Metern. Man findet die Art vor allem in Bouteloua-Steppen sowie auf steinigen Hängen, die an diese angrenzen.

## Nutzung
Das Holz wird unter anderem zu Zaunpfählen verarbeitet.

## Systematik
Die Erstbeschreibung als Juniperus arizonica erfolgte 1994 durch Robert Phillip Adams in Biochemical Systematics and Ecology 22(7), S. 708. Zuvor wurde sie als Varietät des Rotbeeren-Wacholders (Juniperus coahuilensis) angesehen. Eine von Adams im Jahr 2006 veröffentlichte Arbeit bestätigt mithilfe von DNA-Analysen den Artstatus.

### Weblink
- Juniperus arizonica in der Roten Liste gefährdeter Arten der IUCN 2013.2. Eingestellt von: Farjon, A., 2013. Abgerufen am 23. April  2014.